# 大阪市立加美南部小学校
大阪市立加美南部小学校（おおさかしりつ かみなんぶ しょうがっこう）は、大阪府大阪市平野区にある公立小学校。
1944年に中河内郡加美国民学校（現在の大阪市立加美小学校）から分離し、当時の中河内郡加美村に設置された。

## 沿革
- 1944年5月 - 中河内郡加美南部国民学校として創立。
- 1947年4月1日 - 学制改革により、加美村立加美南部小学校に改称。
- 1955年4月3日 - 加美村が大阪市に編入されたことに伴い、大阪市立加美南部小学校に改称。

## 通学区域
- 大阪市平野区 加美鞍作1丁目-3丁目、加美南1丁目-5丁目の全域。
- 大阪市平野区 加美西2丁目の一部、平野東2丁目の一部。

卒業生は大阪市立加美南中学校に進学する。

## 交通
- 関西本線（大和路線） 加美駅 南東へ約600m。
- おおさか東線 新加美駅 南東へ約700m。